# Daniel Mullen
Daniel Mullen (* 26. Oktober 1989 in Adelaide) ist ein australischer Fußballspieler. Der Abwehrspieler steht seit 2012 im Profikader von Dalian Aerbin.

## Karriere

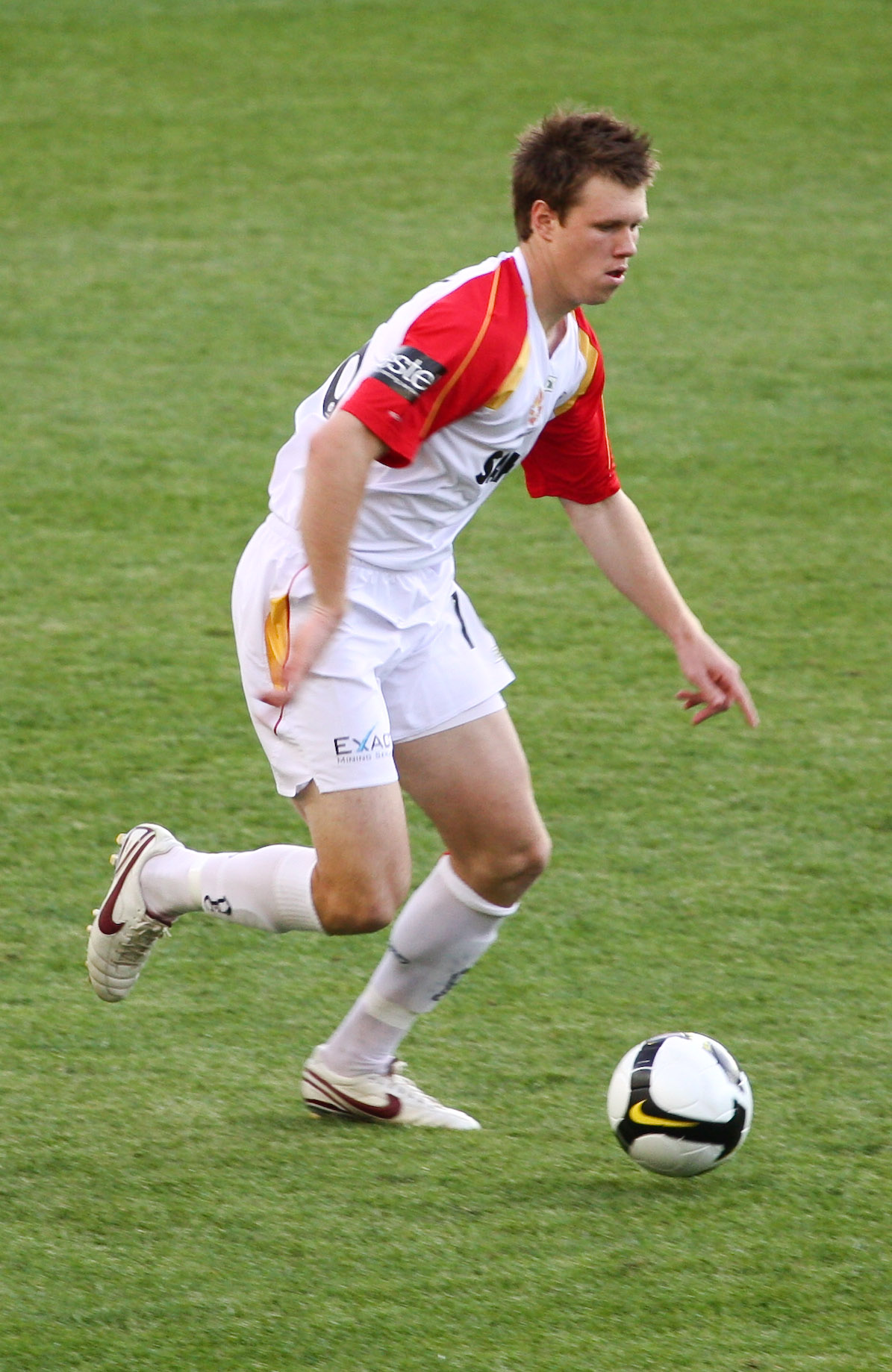
Mullen im Trikot von Adelaide United (2008)

Daniel Mullen, Sohn des australischen Fußballnationalspielers Joe Mullen, kam 2008 zum A-League-Klub Adelaide United. Er gab am 4. Spieltag der Saison gegen Melbourne sein Ligadebüt und kam kurze Zeit später im Viertelfinale der AFC Champions League 2008 gegen die Kashima Antlers ebenfalls zum Einsatz. Auch in den beiden Halbfinals gegen den usbekischen Klub Bunjodkor Taschkent stand er auf dem Platz. Die Finalspiele gegen Gamba Osaka verpasste Mullen allerdings wegen der Teilnahme an der U-19-Asienmeisterschaft 2008. 
Er kam beim dortigen Turnier zu drei Einsätzen, erreichte mit Australien das Halbfinale und qualifizierte sich dadurch mit dem Team für die Junioren-Weltmeisterschaft 2009 in Ägypten. Den Antrag Adelaides auf Freistellung Mullens für das Finalrückspiel (nachdem die WM-Qualifikation bereits erreicht war) lehnte der australische Verband ab.
Im Dezember 2008 nahm er mit Adelaide an der FIFA-Klub-Weltmeisterschaft 2008 teil und erzielte beim 2:1-Sieg im Auftaktspiel gegen den neuseeländischen Vertreter Waitakere United den Ausgleichstreffer zum 1:1.
Vom Januar 2008 bis Juni 2012 hat Mullen für Adelaide 79 Pflichtspiele (5 Tore) absolviert. Sein Vater Joe spielte zehn Jahre in der National Soccer League für Adelaide, sein Cousin Matthew Mullen stand ebenfalls bei Adelaide unter Vertrag.
Am 5. März 2009 gab er im Qualifikationsspiel für die Asienmeisterschaft gegen Kuwait sein Länderspieldebüt für die australische A-Nationalmannschaft.
Im Sommer 2012 wechselt Mullen zum chinesischen Erstligisten Dalian Aerbin in die Chinese Super League.